# 旧佐藤家住宅
旧佐藤家住宅（きゅうさとうけじゅうたく）は宮城県角田市高倉字寺前50番地にある江戸時代中期の民家。国の重要文化財に指定されている。

## 概要
木造平屋建ての直屋で、出入り口は平入であり、屋根は寄棟造の茅葺である。広間型三間取りの単純な間取りで、全体の約4割を土間が占めており、土間には6本の柱が立つ。これは江戸時代中期の農家の形式であり、建立の時期は18世紀中ごろから後半にかけてとみられている。
その後、江戸時代末期に北側および東側の拡張と物置部屋の設置が行われた。明治時代初めに土間の一部が床張りになり、広間に間仕切りが設置された。しかし、軸部・小屋組には変更が無く、建立当初の形式を残していた。
1971年（昭和46年）6月13日、所有者である佐藤氏が角田市に寄贈し、同年8月13日、文化財保護法により国の重要文化財の指定を受けた。1972年（昭和47年）12月31日に、高蔵寺の境内に移築され、建立当初の形式に復元された。

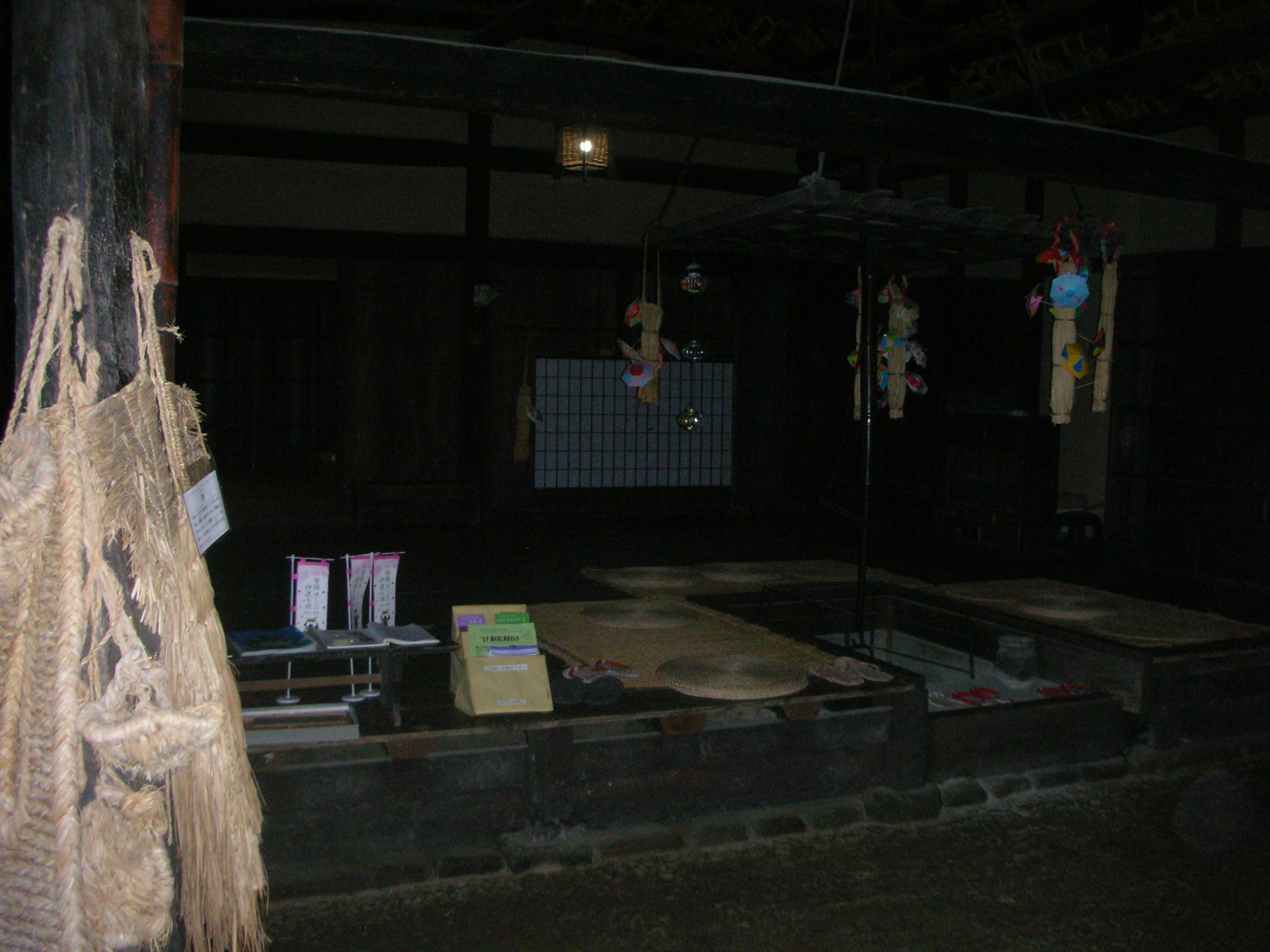
旧佐藤家住宅内部

## 利用情報
- 開館時間：9:00～17:00（予約不要）
- 公開日：年中無休